# Триглав (Стара планина)
Вижте пояснителната страница за други значения на Триглав.
Триглав (до 1942 г. Кадемлия) е планински масив, дял на Калоферска планина, южно от Главното Старопланинско било, в област Стара Загора, между реките Тъжа и Габровница (леви притоци на Тунджа).
Планинският масив Триглав се издига южно от Главното Старопланинско било и е дял от Калоферска планина. На запад се простира до долината на река Тъжа, а на североизток и изток – до долината на река Габровница и двете леви притоци на Тунджа. На юг достига до северозападната периферия на Казанлъшката котловина, а на север, в района на връх Расоватец чрез висока (1913 m) седловина се свързва с Калоферска планина.
От запад на изток масивът има дължина около 16 km, а ширината му е до 10 km. Билото е широко, скалисто, наклонено на югоизток, със стръмни, скалисти и труднодостъпни склонове и откоси. Долините са стръмни, дълбоки, с прагове и водопади. Името „Триглав“ е свързано с характерните три последователно разположени върха: Голям Кадемлия (2275,4 m), разположен в северната му част, Малък Кадемлия (2225,7 m) и Пиргос (2195,2 m). След връх Пиргос билото постепенно приема югоизточна посока и преминава през върховете Зли връх (2196,9 m) и Танастепе (1874,9 m).
По-важни разклонения:
- Чимколиба представлява сравнително къс рид, в западните склонове на който е разположена хижа „Русалка“;
- Обширният страничен масив Ливадата, разположен югоизточно от връх Зли връх;
- Ридът Сахранка, на югоизток от връх Танастепе;
- Ридът Синаница, отделящ се на югоизток от връх Гьолтепе, с характерния тесен гребен на връх Курткая.

По-важни реки:
- Кадемлийско дере, извиращо от югозападните склонове на връх Гроба. Тук е разположен водопадът Кадемлийско пръскало с височина на пада от 72 m.
- Бабска река извира югозападно от връх Малък Кадемлия. На нея е разположен водопадът Бабското пръскало с височина 54 m.
- Елидере, извиращо на югозапад от връх Пиргос, с разположения на него водопад Тъжанско пръскало, висок около 65 m.
- Курудере извира източно от връх Зли връх. Образува характерното ждрело на резерват „Соколна“, с изключително трудностъпни скалисти склонове и вековни букови гори в по-ниските части. Множество живописни водопади.
- Кюйдере, извиращо южно от връх Гьолтепе, също в рамките на резерват „Соколна“.

Масивът е изграден от триаски варовици и палеозойски кристалинни скали и гранити на Ботеввръшкия навлак. Почвите са кафяви-горски и планинско-ливадни. По билото и във високите планински пояси има хубави пасища с високопланинска тревна и храстова растителност. Среща се еделвайс. Средно високите пояси в долините на реките Тъжа и Габровница са обрасли с букови гори. Южният склон е обезлесен, като в ниските части се срещат горунови гори, примесени с ясен и габър.
По южното му подножие са разположени селата Тъжа и Скобелево (Област Стара Загора).
В южната му част, в резервата „Соколна“ е разположена хижа „Соколна“, а в най-горното течение на река Габровница е природната забележителност „пеещите скали“.

## Други
На Триглав е наречена улица „Кадемлия“ в квартал „Подуяне“ в София (Карта).

## Топографска карта
- Лист от карта K-35-39. Мащаб: 1 : 100 000.
- Лист от карта K-35-51. Мащаб: 1 : 100 000.